# Obrona Śląska (1939)
Obrona Śląska (1939) – walki stoczone przez Wojsko Polskie z najeźdźcą hitlerowskim we wrześniu 1939 r.

## Przygotowania i plany działań
Bezpośrednie przygotowania Polski do wojny rozpoczęto 4 marca 1939 r. Do wybuchu wojny nie zrealizowano wszystkich zamierzeń, m.in. nie ukończono prac nad planem operacyjnym obrony „Z” (Zachód). Przewidywał on obronę kraju do czasu przystąpienia do wojny Anglii i Francji. W ramach tego planu Śląska oraz zachodniej Małopolski miała bronić Armia „Kraków” – dowódca gen. Antoni Szylling, szef sztabu – płk S. Wiluch. W skład Armii wchodziły: 6, 7, 21, 23 i 55 DP, 10 BKZmot., Krakowska BKaw, 1 Brygada Górska, 23 i 26 eskadry myśliwskie. Armię „Kraków” zorganizowano w dwie Grupy operacyjne: „Śląsk” – dowódca gen. Jan Jagmin-Sadowski i „Bielsko” – dowódca Mieczysław Boruta-Spiechowicz. Od północy sąsiadem była Armia „Łódź” z Wołyńską BKaw na lewym skrzydle, a od wschodu Armia „Karpaty” z 2 Brygadą Górską na prawym skrzydle. W trakcie działań wrześniowych armię wzmocniono 22 DPG z odwodu Naczelnego Wodza. Zadanie armii: obrona pasa 260 km przed natarciem 10 i 14 armii niemieckiej, z obroną Częstochowy na prawym skrzydle, Baraniej Góry i 100 km odcinka południowej granicy.
Niemiecki plan najazdu na Polskę Fall Weiss przewidywał koncentryczne uderzenia na Warszawę z Pomorza Zachodniego, ze Śląska i z Prus Wschodnich. Uderzenie ze Śląska miało w połączeniu z uderzeniem z Prus dokonać okrążenia polskich pozycji obronnych i zniszczenia ich na zachód od Wisły. Na Polskę nacierały 2 Grupa Armii „Północ” (3 i 4 armia) i grupa Armii „Południe” (8, 10 i 14 armia). GA „Południe” wspierała 4 Flota Powietrzna. Zasadnicze uderzenie na Śląsk wykonywała 14 Armia.

## 1 września
1 września 1939 do natarcia na Śląsk Górny i Cieszyński oraz na zachodnie Podkarpacie ruszyły od północy współdziałające z 14 Armią 15 i 4 Korpusy z 10 Armii i siły główne 14 Armii z Górnego Śląska i zachodniej Słowacji na Kraków, aby przeszkodzić koncentracji sił polskich i nie dopuścić do przeciwdziałania sił Wojska Polskiego na skrzydle GA „Południe”. Nawała niemiecka ruszyła w pasie obrony Armii „Kraków” od Krzepic do Tatr. Grupy szybkie 14 Armii miały stworzyć podstawy natarcia w głąb południowo-wschodniej Polski przez szybkie opanowanie przepraw na Dunajcu. Na styk Armii „Kraków” i Armii „Łódź” (między Wołyńską BKaw i 7 DP) uderzyła 4 Dpanc z 16 KA w kierunku na Kłobuck. Na prawe skrzydło Armii „Kraków” nacierały 15 i 4 KA z 10 Armii. Pierwszy na Woźniki, drugi na Częstochowę. Już w pierwszym dniu powstały luki między 7 DP a Wołyńską BKaw i Krakowską BKaw oraz GO „Śląsk”.
Skoncentrowany na północy GO „Śląsk” 8 KA nacierał w kierunku Bielska-Białej z zadaniem rozcięcia obrony i okrążenia GO „Śląsk” i „Bielsko”. Zasadniczą siłą uderzeniową 7 KA była 5 DPanc. Już 1 września Oddział Wydzielony 6 DP pod dowództwem płk I. Misiąga z GO „Bielsko” powstrzymał jej natarcie.
17 KA siłami dwóch dywizji nacierał w kierunku na Skoczów, gdzie w obronie była 21 DP, jednak napór wroga na tym kierunku jak i na kierunku Cieszyna był słaby.
Na tyły Armii „Kraków” uderzył z Orawy 18 KA kierując się na Orawkę, Chabówkę i Nowy Targ. Na obronę 1 BGór płk J. Gaładyka uderzyły cztery dywizje (trzy z 18 KA i jedna z 17 KA). Wobec zagrożenia południowego skrzydła na tym odcinku armii już w pierwszych godzinach wojny gen. Szyling zmuszony był rzucić 10 BKaw z odwodu armii, której siły weszły do walki 2 września. Na wschód od 18 KA uderzały dwie dywizje odwodowe (dywizje górskie) 14 Armii kierując się na Nowy Sącz i Bochnię. Skierowanie odwodów armijnych na skrzydło południowe pozbawiło dowódcę armii możliwości wzmocnienia północnego skrzydła, gdzie w obronie były 7 DP i Krakowska BKaw odpierając ataki sześciu dywizji 10 Armii Wehrmachtu. Na skrzydle wschodnim obrony armii w styk między 1 BGór a 2 BGór (Armii „Karpaty”), we współdziałaniu z niemieckim oddziałami, natarły oddziały słowackie zgrupowania „Janosik” (trzy zgrupowania dywizyjne i grupa wojsk szybkich) dochodząc 1 września do Niedzicy n. Dunajcem. Zadaniem Słowaków było rozpoznanie sił polskich i ich zamiarów w rej. Zakopane, Bukowina, Jurków, Piwniczna, Nowy Sącz, Grybów, Tylicz, Komańcza, Sanok, Lesko, Cisna. Słowacy opanowali m.in. Czorsztyn, Jamno i Jaworki. Pod Kłodnem napotkali silny opór batalionu KOP Żytyń i ponieśli duże straty.
Dowództwo Armii „Kraków” wobec zagrożenia południowego skrzydła zdecydowało się na kontruderzenia siłami 10 BKaw. Siły polskie wobec przewagi niemieckiej rozpoczęły wycofanie. Rozkaz operacyjny Armii „Kraków” na 2 września wyrażał bierność i podporządkowanie narzuconej przez Niemców taktyki działań. Naczelne Dowództwo WP, wobec braku odwodów armijnych na północnym skrzydle przekazało do dyspozycji Armii „Kraków” 22 DP – dowódca płk Leopold Endel-Ragis, koncentracja w rej. Krzeszowic i Trzebini, z zadaniem walk o Olkusz lub Zawiercie, tzn. zabezpieczenie północnego skrzydła GO „Śląsk”. Rozkaz operacyjny Armii „Kraków” na 2 września był bierny i wyrażał podporządkowanie się narzuconej przez Niemców sytuacji.

## 2 września
Położenie w dniu 2 września było groźniejsze niż 1 września. Oddziały 7 DP wycofały się z pozycji osłonowych i przeszły do obrony pozycji głównej pod Częstochową. Krakowska BKaw. broniła Woźnik. Ok. 10 rano po ataku czołgów zmuszona była do odwrotu pod Zawiercie. 23 i 55 DP skoncentrowały się w obronie od Wyr po Kozbiał. Uderzyła na nie 28 DP niemiecka, z małym powodzeniem. 23 DP wykonała kontratak, wtedy 3 września uderzył na obydwie 8 KA pod Mikołowem. 6 DP przybywała od godzin rannych w nowy rejon. Pozorne uderzenia na nią wykonała 5 DPanc, jednak kiedy została zatrzymana, siły główne 5 DPanc zaatakowały pozycje pod Pszczyną obsadzone przez 6 DP (dowódca gen. Bernard Mond) (150-200 czołgów zmiażdżyło 5 batalion 22 pp), rozbita została też artyleria 6 DP. Mimo oporu i kontrataków polskich, Niemcy przełamali obronę i wdarli się w głąb ugrupowania Armii.
Gen. Mond zameldował dowódcy Armii o rozbiciu całej dywizji, wtedy ok. 14.30 gen. Szyling uzyskał od marsz. Edwarda Śmigłego-Rydza aprobatę na wykonanie odwrotu (6 DP poza zniszczeniem kilku pododdziałów i części artylerii trwała jednak na pozycjach). 21 DP była atakowana bez powodzenia przez 17 KA i szykowała się 2 września do udzielenia wsparcia 6 DP siłami 4 batalionów piechoty i 3 dywizjonów artylerii poprzez uderzenie w skrzydło 5 DPanc. 28 DP 8 KA utknęła pod Wyrami i Tychami. Oddziały 23 DP po południu wyparły Niemców ze Żwakowa i z lasu między Tychami i Kobiórem. Na północnym skrzydle GO „Śląsk” niemiecki 7 KA szedł za 15 KA na Jędrzejów. Sytuacja przed frontem GO „Śląsk” dawała możliwość współdziałania z GO „Bielsko” i likwidacji wyłomu pod Pszczyną. Jednak pesymistyczna ocena sytuacji przez gen. Szylinga skłoniła go do podjęcia decyzji o odwrocie.
Pod koniec 2 września położenie 7 DP było poważne. Utracono łączność z Krakowską BKaw (wycofana za Wartę pod Zawierciem) i Wołyńską BKaw. Po obu skrzydłach dywizji szły kolumny niemieckie. Armia wydała rozkaz odwrotu. 10 BKZmot i 1 pułk KOP broniły się pod Jordanowem i zatrzymały pod Chabówką 4 DLek (Niemcy przesunęli się w dzień 5 km i stracili 40-50 czołgów). 10 BKaw w nocy zajęła kolejną linię opóźniania na północ od doliny Skawy. Ostre walki wywiązały się na drodze do Żywca pod Węgierską Górką. Sytuacja armii atakowanej z obu skrzydeł była poważna. Jej dowództwo miało zamiar opuścić Śląsk.
2 września o godz. 18.00 Naczelny Wódz, po rozmowie z gen. Szylingiem wydał rozkaz o odwrocie Armii „Kraków” w kierunku na: Szczekociny-Jędrzejów z ostateczną linią odwrotu: Nida, Dunajec. Dowództwo armii wydało rozkaz jednostkom o ogólnym odwrocie za linię: Biała Przemsza – Sławków – Ciężkowice (dzisiejsze Jaworzno) – Chrzanów – Zator – Skawa oraz określając zadania szczegółowe do obrony tej linii. 7 DP i Krakowska BKaw miały wykonać przeciwuderzenie na niemiecką 2 DLek, w celu osłony koncentracji Armii „Prusy”. W nocy na odprawie u dowódcy armii grupom operacyjnym nadano nowe kryptonimy: „Śląsk” – „Jagmin”, „Bielsko” – „Boruta”. W nocy dowódca lotnictwa armii otrzymał rozkaz przesunięcia sił lotniczych do Dęblina.
GO „Bielsko” otrzymała rozkaz odwrotu na Skawę, oznaczało to anulowanie rozkazu o uderzeniu pod Pszczyną (dowódcy armii chodziło o skrócenie linii frontu między 21 DPG a 1 BGór). 22 DP nie skierowano do obrony Olkusza mimo sugestii Naczelnego Wodza. GO „Śląsk” wycofała się na linię Czarnej Przemszy, gdzie osłaniała front od Dąbrowy Górniczej do Wisły. W nocy 2/3 września cała armia była w odwrocie. Nie wycofywano władz cywilnych, co zdezorganizowało administracje państwową na Śląsku. Część 21 DP uległa panice. Wykorzystali to miejscowi Niemcy, którzy włączyli się do akcji sabotażowej. W Bielsku zaatakowali dowództwo 21 DP i cofające się oddziały dywizji. Opór miejscowych Polaków i przeszkadzanie oddziałom niemieckim pomogły dywizjom oderwać się. 3 września nieprzyjaciel działał aktywnie tylko w rejonie Żarki, Pradła i Rabki. Armia „Kraków” cofała się na wyznaczoną przez Naczelnego Wodza rubież na Nidzie i Dunajcu.

## 3 i 4 września
W nocy 2/3 września Armia „Kraków” została pozbawiona lotnictwa i artylerii Plot. 3 września odwrót za Wisłę i Dunajec przybrał proces żywiołowy. W nocy 3/4 wycofywano jednostki tyłowe Armii. Dowództwo Okręgu Korpusu V wieczorem wyjechało do Łańcuta. Zaniechano mobilizacji. Jednostki mobilizowane wyjeżdżały, zabierały sprzęt i ludzi i kończyły mobilizację po drodze lub na nowym miejscu postoju. Ruszyła ewakuacja władz cywilnych. Wycofujące się kolumny marszowe były bombardowane. Na linii kolejowej „Kraków” – Lwów utworzył się pod Tarnowem zator. Wydano polecenie zabierania zapasów przez jednostki z Krakowa „kto ile może”, resztę miano rozdać ludności.
W nocy 3/4 września dowódca 10 BKZmot wykonał przeciwuderzenie celem poprawy sytuacji pod Mszaną Dolną. 21 DPG i 1 BGór miały zorganizować obronę Myślenic. O godz 23.45 dowództwo Armii otrzymało rozkaz do dalszych działań. 7, 22, 23, 55 dywizje i Krakowska BKaw miały wycofywać się na Miechów – Pińczów celem zabezpieczenia odcinka Nidy. Miało to zabezpieczać odwody w rej. Kielce – Kamienna – Ostrowiec. 6, 21 dywizje i 10 BKZmot orientować się na Tarnów, z tym że 10 BKZmot miała iść do Tarnowa. Linię Nida – Dunajec Naczelny Wódz nakazał traktować jako ostateczność. Oczekiwał, że odwrót nie będzie jedynym rodzajem działań. Miano organizować opór, aby ewakuować Kraków i wykrwawiać nieprzyjaciela, aby zyskać czas do przeciwuderzenia. Podano też dane o sąsiadach Armii „Kraków”. Jednostki otrzymały ten rozkaz 4 września o 8.30.
Odwrót grup „Boruta” i „Jagmin” odbywał się bez przeszkód. Niemcy obawiali się przeciwuderzenia i trzymali w odwodzie 15 KA do ewentualnego wsparcia 10 Armii. 7 DP była rozbita 3 września w lasach pod Janowem. Krakowska BKaw była atakowana przez 1 DLek. Dowódca Grupy „Jagmin” zdecydował się uderzyć na północ, sądząc, że Niemcy próbują otoczyć Armię „Łódź”. 10 DKZmot, po walkach pod Jordanowem 4 września zadała duże straty 22 KA w rejonie Kasiny Wielkiej i Mszany Dolnej.

## Zajęcie Śląska przez Niemców
5 września o świcie 10 psk atakowały oddziały 2 DPanc i 3 DGór, oddano Myślenice, gdzie oddziały trzech niemieckich dywizji atakowały 12 pp. Pękła obrona podtatrzańskiego skrzydła obsadzona przez 10BKZmot i 1 Bgór. Niemcy pchali swoje oddziały na Tarnów, gdzie znajdowały się tyły Armii „Kraków” i Armii „Karpaty”. Armia ta miała nie tylko zabezpieczać skrzydło Armii „Kraków”, ale też przejąć obronę na Dunajcu i osłaniać przejścia przez Wisłę od Dunajca do Sandomierza. Dywizje 22 KA parły na Tarnów, by opanować przeprawy na Dunajcu i Białej. 24 DP obejmująca obronę Dunajca była niekompletna (bez artylerii), 11 DP wyładowywała transporty w Rzeszowie.
6 września 24 DP była w walce. Niemiecka 4 DLek próbowała ją osaczyć na Dunajcu. Dywizja atak jednak odbiła. Oddziały Armii „Kraków” kierujące się ku Dunajcowi i Nidzie miały jak najszybciej dojść do przepraw, aby dalej maszerować na wschód. Wielkie jednostki Armii „Kraków” miały przekroczyć Dunajec i Nidę 7 i w nocy 7/8 września.
Największymi bitwami w obronie Śląska były: bitwa pszczyńska, obrona Cieszyna i bitwa pod Węgierską Górką.
W walkach uczestniczyli powstańcy śląscy i harcerze, z których większość po zajęciu Śląska Niemcy rozstrzelali.
Po opanowaniu całego Śląska polska część została administracyjnie przyłączona do prowincji Górny Śląsk, jako Rejencja katowicka. Niemcy przystąpili w niej do wysiedlania ludności polskiej, represji i terroru w stosunku do polskiej ludności. Dekretem Hitlera z 8 października 1939 r. cała Regencja Katowicka została wcielona bezpośrednio do Rzeszy, a od marca 1941 mieszkańców Regencji wpisano na listę DVL Volkslisty, a ok. 40 tys. Polaków wcielono do Wehrmachtu.

## Upamiętnienie
Walki żołnierzy polskich o Śląsk w 1939 roku zostały upamiętnione na Grobie Nieznanego Żołnierza w Warszawie, napisem na jednej z tablic po 1990 r. – „OBRONA ŚLĄSKA 1-5 IX 1939”.